# Sebastian Hofmüller (Schauspieler)
Sebastian Hofmüller (* 3. März 1977 in München) ist ein deutscher Schauspieler und Sprecher.

## Leben
Hofmüller lernte von 1995 bis 1998 Schreiner. Nach der Lehre arbeitete er zwei Jahre in der Theaterschreinerei bei den Münchner Kammerspielen. Zwischen 2001 und 2004 studierte er Schauspielerei an der Otto-Falckenberg-Schule in München. Danach war er drei Jahre an der Schauburg München. Zwischen 2007 und 2009 arbeitete er am Tiroler Landestheater Innsbruck.
2012 erhielt er den Günther-Klinge-Preis.
Hofmüller lebt in Gauting, ist verheiratet und hat vier Söhne.

## Filmographie (Auswahl)
- 2008, 2013, 2016, 2021: Die Rosenheim-Cops
- 2011–2012: Aktenzeichen XY … ungelöst
- 2012: Weißblaue Geschichten
- 2012: SOKO Kitzbühel
- 2012: Die Garmisch-Cops
- 2015: Weihnachts-Männer
- 2015: Hammer & Sichl
- 2017: Dahoam is Dahoam
- 2017: Lena Lorenz – Eindeutig uneindeutig
- 2018: Tonio & Julia: Kneifen gilt nicht
- 2018: Tonio & Julia: Zwei sind noch kein Paar
- 2018: Die Bergretter
- 2019: Lindenstraße
- 2020: Der Alte
- 2021: Frühling – Ich sehe was, was du nicht siehst